# シクトキシン
シクトキシン (Cicutoxin) とはドクゼリに含まれる化学物質であり、猛毒成分である。類似化合物にファルカリノール、ファルカリンジオール、エナントトキシンがあり、いずれもセリ科の植物から発見されている。
化学式C17H22O2、分子量258.39 g/mol。アルカロイドではなく、3つの二重結合と2つの三重結合を持つアルコールの一種。IUPAC名は(8E,10E,12E)-heptadeca-8,10,12-triene-4,6-diyne-1,14-diolである。CAS登録番号は[505-75-9]。1915年にC.A. Jacobsenにより発見されたが、構造が突き止められたのは1953年になってからであり、1955年に初めて全合成された。
単体は黄色の油状液体であり、ニンジン様の臭気を有する。
シクトキシンは中枢神経系の延髄及び中脳を刺激し、強直性の痙攣、頻脈、呼吸困難を起こして最悪の場合死に至る。人の致死量は50mg/kg。消化管だけでなく皮膚からも吸収されるため、ドクゼリの汁を塗って死亡した例もある。要注意である。